# رایان ویلیمسون
رایان ویلیمسون (انگلیسی: Ryan Williamson؛ زادهٔ ۱۴ مارس ۱۹۹۶) بازیکن فوتبال اهل بریتانیا است.
از باشگاه‌هایی که در آن بازی کرده است می‌توان به باشگاه فوتبال سلتیک اشاره کرد.
وی همچنین در تیم ملی فوتبال زیر ۲۱ سال اسکاتلند بازی کرده است.